# John Noble Goodwin
Pour les articles homonymes, voir Goodwin.
John Noble Goodwin (18 octobre 1824 - 29 avril 1887) est un homme politique américain. Représentant du Maine au Congrès de 1861 à 1863, il est ensuite nommé premier gouverneur du territoire de l'Arizona puis est élu délégué au Congrès pour le territoire de l'Arizona de 1865 à 1867.

## Biographie
John Noble Goodwin est né le 18 octobre 1824 à South Berwick dans le Maine. Il sort diplômé en 1844 du Dartmouth College puis étudie le droit avant d'être admis au barreau en 1848.
Il est élu au Sénat du Maine en 1854 puis sert comme représentant du Maine au Congrès des États-Unis de 1861 à 1863 en tant que républicain. Goodwin devient ensuite le premier gouverneur du territoire de l'Arizona en 1863, avant d'être délégué au Congrès pour le territoire de l'Arizona de 1865 à 1867.
Il quitte ensuite la politique et reprend la pratique du droit à New York. Il meurt le 29 avril 1887 à Paraiso Springs en Californie et est inhumé au cimetière de Forest Grove à Augusta dans le Maine.